# Lyncina schilderorum
Ốc nga nâu (Danh pháp khoa học: Lyncina schilderorum) là một loài ốc biển trong họ Cypraeidae

## Đặc điểm
Chúng có vỏ nhỏ, dài 25–33 mm, với kích thước trung bình là 22 mm, mặt lưng màu nâu mịn; mép bụng có màu trắng đục. Mặt lưng và bụng ngăn bóng loáng. Mặt bụng trắng, lỗ mở rộng, răng thô và thưa. Loài này có điểm tương đồng với Lyncina sulcidentata, Lyncina carneola và Lyncina ventriculus.
Chúng sinh sống ở phía Bắc va Trung của Thái Bình Dương, dọc theo vùng biển ở Philippines, Melanesia, Guam, Micronesia, Polynesia, Tuamotu Islands và Hawaii, ngoại trừ quần đảo Galapagos. Là loài rất ít ở Việt Nam, chỉ gặp ở vịnh Văn Phong, Bến Gỏi, Khánh Hoà, Côn đảo. Sống ở vùng triều đáy cứng, ẩn trong các hốc san hô hoặc hốc đá.